# ژان کلاسن
ژان کلاسن (انگلیسی: Jean Claessens; ۱۸ ژوئن ۱۹۰۸ – ۱۹۷۸ (۶۹−۷۰ سال)) بازیکن فوتبال اهل بلژیک بود.
وی همچنین در تیم ملی فوتبال بلژیک بازی کرده‌است.